# Phormosoma rigidum
Phormosoma rigidum is een zee-egel uit de familie Phormosomatidae.
De wetenschappelijke naam van de soort werd in 1881 gepubliceerd door Alexander Agassiz.